# Термодинамика чёрных дыр
Термодина́мика чёрных дыр в физике — феноменологический подход к изучению чёрных дыр, основанный на их описании в терминах макроскопического подхода, аналогичного термодинамике. Успешность такого подхода связана с предельной простотой равновесных чёрных дыр, которые обладают малым числом степеней свободы.
Первоначальные идеи относительно применения термодинамики к описанию чёрных дыр были высказаны Бекенштейном в 1973 году. Он перечислил следующий набор свойств чёрных дыр:
- Поверхностная гравитация одинакова по всей поверхности горизонта событий[2].
- Площадь горизонта событий чёрной дыры не может уменьшаться со временем при любом классическом процессе (закон площадей для горизонтов событий чёрных дыр).
- В любых неравновесных процессах с участием чёрных дыр (например, при их столкновении) площадь поверхности увеличивается.

Эти свойства очень напоминают (и более того, математически эквивалентны) началам термодинамики (существование температуры, связь внутренней энергии с энтропией, и закон возрастания энтропии). То есть весь аппарат термодинамики можно применить к чёрной дыре, если положить, что сила гравитации играет роль температуры, а площадь поверхности горизонта событий пропорциональна энтропии.
Одним из предсказаний данной теории стал вывод о том, что чёрные дыры должны иметь конечную температуру и излучать. Однако этот вывод находится в кажущемся противоречии со свойством чёрной дыры не выпускать ничего из-под своего горизонта событий. Разрешение этого парадокса было дано Стивеном Хокингом. Он показал, что излучение чёрной дыры — названное впоследствии излучением Хокинга — возникает за счёт квантовых эффектов, причём излучённые частицы не выходят из-под горизонта событий, а рождаются вблизи него. Вычисленная Хокингом интенсивность излучения совпала с той, которая ожидалась на основании термодинамического подхода. Это явилось подтверждением того, что термодинамика чёрных дыр действительно имеет реальный физический смысл.